# 18365 Сімомото
18365 Сімомото (18365 Shimomoto) — астероїд головного поясу, відкритий 17 листопада 1990 року.
Тіссеранів параметр щодо Юпітера — 3,217.
Названо на честь Сімомото (яп. しももと(下元) сімомото).